# Dor referida
Dor referida é a dor sentida pela pessoa num local diferente daquele onde é produzido o estímulo que causa a dor.